# ベートゲア (小惑星)
ベートゲア (937 Bethgea) は小惑星帯に位置するフローラ族のS型小惑星である。ハイデルベルクのケーニッヒシュトゥール天文台でカール・ラインムートによって発見された。
ドイツの詩人ハンス・ベートゲにちなんで命名された。